# 妻の超然
『妻の超然』（つまのちょうぜん）は、絲山秋子の著作。「超然」をテーマにした、四百字詰め原稿用紙100枚程度の長さの作品が三篇収録されている。2010年秋に刊行。

## 表紙
タイポグラフィが使用されている。

## 本の内容

### 妻の超然
夫の文麿が浮気していることに妻の理津子は気づいているが、超然としている。小田原を舞台にした、倦怠期の夫婦生活を描いた作品。

### 下戸の超然
福岡県生まれの、パズル作成やスクラブルが趣味の理科系院卒男が、つくばの工場に勤務し、恋人ができる。彼は下戸で彼女は酒好きだ。彼は、自分のライフスタイルは乱さずに彼女を尊重しているのだが……。

### 作家の超然
群馬に移住した作家が、頸部にできた腫瘍を除去する手術を受ける。それをきっかけに、影響を受けた次兄や過去の恋愛関係などを振り返る。そして手術後……。